# 2000년 현대 유니콘스 시즌
2000년 현대 유니콘스 시즌은 현대 유니콘스가 KBO 리그에 참가한 5번째 시즌으로, 삼미 슈퍼스타즈, 청보 핀토스, 태평양 돌핀스 시절까지 합하면 19번째 시즌이다. 김재박 감독이 팀을 이끈 5번째 시즌으로, 팀은 정규 시즌 드림리그 1위 겸 전체 1위에 올랐다. 이후 한국시리즈에서 두산 베어스를 상대로 1~3차전을 이겼으나, 4~6차전을 내리 패해 KBO 사상 최초로 한국시리즈에서 리버스 스윕을 당할 위기에 처했다. 그러나 7차전을 승리로 장식하며 두산을 4승 3패로 꺾고 창단 2번째 통합 우승을 달성했다.
한편, 김재박 감독이 정민태 김수경 임선동 이들 같은 소속 투수 3명을 공동 다승왕이 되도록 조정인지 조작인지 모를 행위까지 했다는 비난을 샀고 이 탓인지 정민태는 3년 연속 최다 선발승(98년 17, 99년 19, 2000년 18)을 기록하긴 했으나 모두 정규시즌 MVP와 거리가 멀었으며 2003년에는 다승-승률 2관왕에 올랐지만 방어율이 2점대 이상(3.31)이라 그 해 당시 아시아 최다홈런 신기록을 세운 홈런-타점 2관왕 이승엽한테 정규시즌 MVP를 빼앗겨야 했다.

## 타이틀
- 시드니 올림픽 동메달: 정민태, 김수경, 임선동, 박경완, 박진만, 박종호, 박재홍
- KBO MVP: 박경완
- KBO 골든글러브: 임선동 (투수), 박경완 (포수), 박종호 (2루수), 박진만 (유격수), 박재홍 (외야수)
- 매직글러브: 박경완 (포수), 박종호 (2루수), 박진만 (유격수), 퀸란 (3루수)
- 올스타 선발: 정민태 (투수), 박경완 (포수), 박진만 (유격수), 박재홍 (외야수)
- 올스타전 추천선수: 김수경
- 스포츠조선 선정 프로야구 역대 용병 베스트10: 퀸란 (3루수)
- 컴투스프로야구2013 레전드 카드: 임선동, 박재홍, 박종호
- 컴투스프로야구 내일은 MVP 라인업: 박경완 (포수)
- 컴투스프로야구 00년대 올스타: 박경완 (포수), 박종호 (2루수)
- 컴투스프로야구 시그니처 카드: 김수경, 조웅천, 전준호 (1975년), 위재영, 이숭용, 심재학
- 컴투스프로야구 2000 특수 카드 해금 라인업: 김재박 (감독), 김무관 (타격코치), 김성갑 (주&수코치), 김시진 (투수코치), 유종겸 (불펜코치), 임선동 (선발투수), 김수경 (선발투수), 정민태 (선발투수), 박장희 (선발투수), 신철인 (선발투수), 조웅천 (중계투수), 전준호(1975년) (중계투수), 마일영 (중계투수), 최영필 (중계투수), 김홍집 (중계투수), 위재영 (마무리투수), 박경완 (포수), 이숭용 (1루수), 박종호 (2루수), 박진만 (유격수), 전준호(1969년) (좌익수), 박재홍 (중견수), 심재학 (우익수)
- WAR: 박경완 (7.29)
- 출장(타자): 퀸란 (133) -> 구단 역대 1위
- 3루타: 박재홍 (5)
- 홈런: 박경완 (40)
- 타점: 박재홍 (115)
- 고의4구: 박경완 (7)
- 희생플라이: 박재홍 (12) -> 구단 역대 1위
- 타율: 박종호 (0.340)
- OPS: 박경완 (1.034)
- 완봉: 임선동, 정민태 (1)
- 다승: 김수경, 임선동, 정민태 (18)
- 홀드: 조웅천 (16)
- 탈삼진: 임선동 (174)
- 선발 GSC: 김수경 (6월 11일 롯데전, 7월 16일 해태전, 90)

### 퓨처스리그
- 출루율: 정수성 (0.450)
- 북부리그 4사구: 정수성 (35)
- 세이브: 홍민구 (8)
- 탈삼진: 송신영 (81)

## 선수단
- 선발투수 : 임선동, 정민태, 김수경, 박장희, 정명원
- 구원투수 : 조웅천, 마일영, 신철인, 전준호 (1975년), 조규제, 설종진, 홍민구, 김홍집, 김민범
- 마무리투수 : 위재영, 최영필, 박승민, 권준헌
- 포수 : 박경완, 이재주, 김필중
- 1루수 : 이숭용, 전근표, 황윤성, 안희봉
- 2루수 : 박종호, 이명수, 장정석, 김일경, 염경엽
- 유격수 : 박진만, 장교성
- 3루수 : 퀸란
- 좌익수 : 전준호 (1969년), 카펜터
- 중견수 : 박재홍, 김인호, 최만호, 정수성
- 우익수 : 심재학
- 지명타자 : 윌리엄스, 강필선, 브링클리

## 특이 사항
- 구단은 이 시즌에 연고지를 서울특별시로 이전했다.
- 이전까지 제2홈구장이던 수원 야구장을 이 시즌부터 정식 홈구장으로 사용하게 되었다.
- 퀸란은 전반기 112삼진으로 KBO 리그 단일 시즌 전반기 최다 기록을 세웠다.
- 이 시즌 현대 유니콘스는 승률 0.695를 기록하여 구단 사상 단일 시즌 최고 승률을 달성했으며, 정규 시즌 2위 두산 베어스의 승차는 무려 16경기였다. 또 시즌 91승을 기록하여 KBO 리그 사상 최초로 단일 시즌 90승을 달성한 팀이 되었다.
- 임선동, 정민태, 김수경은 이 시즌 나란히 18승을 올렸다.
- 퀸란은 173번 삼진을 당해 단일 시즌 최다 삼진 기록을 세웠다. 그러나 이후 한국시리즈 MVP에 선정되어 한국시리즈 사상 최초의 외국인 MVP가 되었다.
- 4월 5일 한화 이글스와의 경기에서 팀은 10홈런을 쳐 KBO 리그 역대 한 경기 최다 홈런 기록을 세웠다. 참고로 이날 7회에만 홈런-홈런-홈런-사구-홈런-홈런을 기록하여 KBO 리그 역대 한 이닝 최다 홈런(5), 최다 연속 타수 홈런(5) 기록을 경신하게 되었다. 이후 5월 19일 경기에서도 한화 이글스를 상대로 한 경기 10홈런을 쳤다.
- 최영필은 4월 9일 두산 베어스와의 경기에서 구단 사상 첫 홀드를 기록했다.
- 박경완은 5월 19일 한화 이글스와의 경기에서 KBO 리그 사상 최초의 4연타석 홈런을 쳤다.
- 조웅천은 6월 25일 해태 타이거즈와의 경기에서 KBO 리그 사상 최초로 단일 시즌 10홀드를 달성했다.
- 박재홍은 2루타 31개로 구단 사상 단일 시즌 최다 2루타 기록을 세웠다.
- 마일영은 이 시즌 1군에 데뷔하여 KBO 리그 역대 1군 출전 선수 중 첫 경기대학교 출신 투수가 되었다.
- 조웅천은 KBO 리그 1호 홀드왕 타이틀을 얻었다.
- 박재홍은 KBO 리그 사상 최초로 단일 시즌 타율 3할-30홈런-30도루-100타점-100득점을 달성했다.
- 박경완은 구단 사상 처음이자 마지막 KBO MVP가 되었다.
- 박경완과 박종호는 각각 구단 사상 단일 시즌 포수, 내야수 최고 WAR 기록을 세웠다.
- 카펜터는 이 시즌을 끝으로 KBO 리그를 떠나 KBO 리그 외국인 타자 통산 포스트시즌 최다 사구(2), 최다 희생플라이(2) 기록을 세웠다.